# Queer Palm
A Queer Palm é um prémio cinematográfico independente atribuído ao melhor filme LGBT do Festival de Cannes. Foi fundado em 2010 pelo jornalista Franck Finance-Madureira, e é patrocinado por Olivier Ducastel e Jacques Martineau, os realizadores de Jeanne et le Garçon formidable, Drôle de Félix, Crustacés et Coquillages e L'Arbre et la Forêt.
O prémio reconhece o filme pelo tratamento dado à temática LGBT (lésbicas, gays, bissexuais e transgéneros), dentre as obras apresentadas em todas as seleções do festival: Un certain regard, Semana da Crítica (Semaine de la critique), Quinzena dos Realizadores e a secção da Associação do Cinema Independente para a sua Difusão (Association pour le cinéma indépendant et sa diffusion, ACID).

## Vencedores e nomeados
| Ano  | Longa-metragem vencedora | Nomeados | Curta-metragem vencedora                                                                               | Júris |
| ---- | --- | --- | --- | --- |
| 2010 | Kaboom · de Gregg Araki · Estados Unidos · França | | Não premiada                                                                                           | - Benedict Arnulf - Florence Ben Sadoun - Roman Coal - Mike Goodridge - Xavier Leherpeur - Ivan Mitifiot - Pascale Ourbih - Brian Robinson |
| 2011 | Skoonheid · de Oliver Hermanus · África do Sul · França | - Palawan Fate de Auraeus Solito - Chatrak de Vimukthi Jayasundara - Des jeunes gens mödernes de Jérôme de Missolz - La guerre est déclarée de Valérie Donzelli - La piel que habito de Pedro Almodóvar - My Little Princess de Eva Ionesco - Snowtown de Justin Kurzel - Walk Away Renee de Jonathan Caouette - O Abismo Prateado de Karim Aïnouz - Gatos viejos de Pedro Peirano e Sebastián Silva | Não premiada                                                                                           | - Elisabeth Quin - Thomas Abeltshauser - Fred Arends - Esther Cuénot - Gérard Lefort - Roberto Schinardi                                   |
| 2012 | Laurence Anyways · de Xavier Dolan · Canadá | - După dealuri de Cristian Mungiu - Holy Motors de Leos Carax - Mystery de Lou Ye - Ai to Makoto de Takashi Miike - Les Invisibles de Sébastien Lifshitz - Rengaine de Rachid Djaïdani - The We and the I de Michel Gondry - Augustine de Alice Winocour - Beyond the Walls de David Lambert - Peddlers de Vasan Bala - Noor de Çağla Zencirci e Guillaume Giovanetti | Ce n'est pas un film de cow-boys de Benjamin Parent França                                             | - Julie Gayet - Sam Ashby - Jim Dobson - Sarah Neal - Frédéric Niolle - Moira Sullivan                                                     |
| 2013 | L'Inconnu du lac de Alain Guiraudie França | - La vie d'Adèle de Abdellatif Kechiche - Behind the Candelabra de Steven Soderbergh - Sarah préfère la course de Chloé Robichaud - Les Garçons et Guillaume, à table ! de Guillaume Gallienne - Les Rencontres d'après minuit de Yann Gonzalez - Opium de Arielle Dombasle - Bombay Talkies (segmento: Ajeeb Dastaan Hai Yeh) de Karan Johar | Não premiada                                                                                           | - João Pedro Rodrigues - Daniel Dreifuss - Annie Maurette - Nicolas Gilson - Michel Reilhac                                                |
| 2014 | Pride · de Matthew Warchus · Reino Unido | - Mommy de Xavier Dolan - Saint Laurent de Bertrand Bonello - Bande de filles de Céline Sciamma - Les Combattants de Thomas Cailley - Whiplash de Damien Chazelle - Dohui-ya de July Jung - Party Girl de Marie Amachoukeli, Claire Burger e Samuel Theis - Xenia de Panos H. Koutras - Faire: L'amour de Djinn Carrénard - Più buio di mezzanotte de Sebastiano Riso - Respire de Mélanie Laurent - Når dyrene drømmer de Jonas Alexander Arnby | Não premiada                                                                                           | - Bruce La Bruce - Anna Margarita Albelo - João Ferreira - Charlotte Lipinska - Ricky Mastro                                               |
| 2015 | Carol · de Todd Haynes · Reino Unido · Estados Unidos · Menção Especial – The Lobster de Yorgos Lanthimos · Irlanda · Reino Unido · Grécia · França · Países Baixos | - Marguerite et Julien de Valérie Donzelli - Amy de Asif Kapadia - Love de Gaspar Noé - Dope de Rick Famuyiwa - Much Loved de Nabil Ayouch - Mustang de Deniz Gamze Ergüven - Les Deux Amis de Louis Garrel - Ni le ciel ni la terre de Clément Cogitore - De l'ombre il y a de Nathan Nicholovitch - Pauline s’arrache de Emilie Brisavoine - La Vanité de Lionel Baier | Locas Perdidas · de Ignacio Juricic Merillán · Chile                                                   | - Desiree Akhavan - Ava Cahen - Laëtitia Eïdo - Elli Mastorou - Nadia Turincev                                                             |
| 2016 | Les Vies de Thérèse de Sébastien Lifshitz França | - Apnée de Jean-Christophe Meurisse - Aquarius de Kleber Mendonça Filho - Le Cancre de Paul Vecchiali - La Danseuse de Stéphanie Di Giusto - Divines de Uda Benyamina - Fiore de Claudio Giovannesi - Agassi de Park Chan-wook - The Neon Demon de Nicolas Winding Refn - Grave de Julia Ducournau - Rester vertical de Alain Guiraudie - Willy 1er de Ludovic Boukherma, Zoran Boukherma, Marielle Gautier e Hugo P. Thomas | Gabber Lover de Anna Cazenave Cambet França                                                            | - Olivier Ducastel e Jacques Martineau - Emilie Brisavoine - João Federici - Marie Sauvion                                                 |
| 2017 | 120 battements par minute de Robin Campillo França | - Coby de Christian Sonderegger - They de Anahita Ghazvinizadeh - Marlina the Murderer in Four Acts de Mouly Surya - Nothingwood de Sonia Kronlund - Nos années folles de André Téchiné - How to Talk to Girls at Parties de John Cameron Mitchell | Islands de Yann Gonzalez França                                                                        | - Travis Mathews - Yair Hochner - Paz Lazaro - Lidia Leber Terki - Didier Roth-Bettoni                                                     |
| 2018 | Girl · de Lukas Dhont · Bélgica | - L'Amour debout de Michaël Dacheux - El Ángel de Luis Ortega - Gräns de Ali Abbasi - Carmen y Lola de Arantxa Echevarria - Cassandro the Exotico! de Marie Losier - Diamantino de Gabriel Abrantes e Daniel Schmidt - Euphoria de Valeria Golino - The Harvesters de Etienne Kallos - Un couteau dans le cœur de Yann Gonzalez - Rafiki de Wanuri Kahiu - Savage de Camille Vidal-Naquet - Shéhérazade de Jean-Bernard Marlin - Plaire, aimer et courir vite de Christophe Honoré - Whitney de Kevin Macdonald | O Órfão de Carolina Markowicz · Brasil                                                                 | - Sylvie Pialat - Pepe Ruiloba - Dounia Sichov - Morgan Simon - Boyd Van Hoeij                                                             |
| 2019 | Portrait de la jeune fille en feu de Céline Sciamma França | - 5B de Dan Krauss - Adam de Maryam Touzani - And Then We Danced de Levan Akin - Bacurau de Kleber Mendonça Filho e Juliano Dornelles - Dylda de Kantemir Balagov - Frankie de Ira Sachs - Liberté de Albert Serra - Indianara de Aude Chevalier-Beaumel e Marcelo Barbosa - Lux Æterna by Gaspar Noé - Matthias & Maxime de Xavier Dolan - Nina Wu de Midi Z - Roubaix, une lumière de Arnaud Desplechin - Dolor y gloria de Pedro Almodóvar - Port Authority de Danielle Lessovitz - Rocketman de Dexter Fletcher - Tlamess de Ala Eddine Slim - Tu mérites un amour de Hafsia Herzi - Zombi Child de Bertrand Bonello              | The Distance Between Us and the Sky de Vasilis Kekatos · Grécia                                        | - Virginie Ledoyen - Claire Duguet - Kee-Yoon Kim - Filipe Matzembacher - Marcio Reolon                                                    |
| 2020 | Prêmio não foi entregue por conta do cancelamento do festival devido à pandemia de COVID-19 na França.                                                              | Prêmio não foi entregue por conta do cancelamento do festival devido à pandemia de COVID-19 na França. | Prêmio não foi entregue por conta do cancelamento do festival devido à pandemia de COVID-19 na França. | Prêmio não foi entregue por conta do cancelamento do festival devido à pandemia de COVID-19 na França.                                     |
| 2021 | La Fracture de Catherine Corsini França | - Les Amours d'Anaïs — Charline Bourgeois-Tacquet - Benedetta — Paul Verhoeven - Bruno Reidal, Confession of a Murderer — Vincent Le Port - Compartment No. 6 (Hytti nro 6) — Juho Kuosmanen - Tout s'est bien passé — François Ozon - Ghost Song — Nicolas Peduzzi - Große Freiheit — Sebastian Meise - Luaneshat e kodrës — Luàna Bajrami - Moneyboys — C. B. Yi - Neptune Frost — Saul Williams, Anisia Uzeyman - Les Olympiades — Jacques Audiard - Fragments — Jean-Gabriel Périot - Softie Petite Nature — Samuel Theis - Titane — Julia Ducournau - Venus by Water — Lin Wang - Zhenite plachat — Vesela Kazakova, Mina Mileva | La Caída del vencejo — Gonzalo Quincoces Espanha Frida — Aleksandra Odić Alemanha                      | - Nicolas Maury - Josza Anjembe - Roxanne Mesquida - Vahram Muratyan - Aloïse Sauvage                                                      |
| 2022 | Joyland de Saim Sadiq Paquistão | - Le Bleu du caftan — Maryam Touzani - Kurak Günler — Emin Alper - Close — Lukas Dhont - La Dérive des continents (au sud) — Lionel Baier - Chronique d'une liaison passagère — Emmanuel Mouret - Dodo — Panos H. Koutras - Les Cinq Diables — Léa Mysius - Les Amandiers — Valeria Bruni Tedeschi - Irma Vep — Olivier Assayas - Un Varón — Fabián Hernández - Moonage Daydream — Brett Morgen - Tourment sur les îles — Albert Serra - Riposte féministe — Marie Perennès, Simon Depardon - Rodéo — Lola Quivoron - Tchaikovsky's Wife — Kirill Serebrennikov - Fogo-Fatuo — João Pedro Rodrigues                                   | Dang Wo Wang Xiang Ni De Shi Hou) de Shuli Huang China                                                 | - Catherine Corsini - Djanis Bouzyan - Marilou Duponchel - Stéphane Riethauser - Paul Struthers                                            |
| 2023 | Kaibutsu de Hirokazu Kore-eda Japão | - Le Temps d'aimer — Katell Quillévéré - Anatomie d'une chute — Justine Triet - Conann — Bertrand Mandico - Le Retour — Catherine Corsini - How to Have Sex — Molly Manning Walker - The Idol — Sam Levinson - Kubi — Takeshi Kitano - Simple comme Sylvain —Monia Chokri - Levante — Lillah Halla - Un prince — Pierre Creton - Rosalie — Stéphanie Di Giusto - Xiǎo bái chuán — Geng Zihan | Bolero de Nans Laborde-Jourdàa França                                                                  | - John Cameron Mitchell - Juliette Chevillotte - Zeno Graton - Isabel Sandoval - Cédric Succivalli                                         |
| 2024 | Trei kilometri până la capătul lumii de Emanuel Pârvu Roménia | - La mer au loin — Saïd Hamich Benlarbi - Baby — Marcelo Caetano - Les Femmes au balcon — Noémie Merlant - La Belle de Gaza — Yolande Zauberman - Bird — Andrea Arnold - La Pampa — Antoine Chevrollier - Eat the Night — Caroline Poggi, Jonathan Vinel - Emilia Pérez — Jacques Audiard - Marcello Mio — Christophe Honoré - Miséricorde — Alain Guiraudie - Los domingos mueren más personas — Iair Said - Motel Destino — Karim Aïnouz - Boku No Ohisama — Hiroshi Okuyama - Les Reines du drame — Alexis Langlois - The Shameless — Konstantin Bojanov - Vivre, mourir, renaître — Gaël Morel - Trong lòng đất — Truong Minh Quý | Las novias del sur de Elena Lopez Riera Suíça Espanha                                                  | - Lukas Dhont - Hugo "Paloma" Bardin - Sophie Letourneur - Juliana Rojas - Jad Salfiti                                                     |